# Siagonium americanum
Siagonium americanum är en skalbaggsart som först beskrevs av Melsheimer 1844.  Siagonium americanum ingår i släktet Siagonium och familjen kortvingar. Inga underarter finns listade i Catalogue of Life.